# Maienfeld
Maienfeld (toponimo tedesco; in romancio Maiavilla, ) è un comune svizzero di 3 193 abitanti del Canton Grigioni, nella regione Landquart; ha il titolo di città.
Meta turistica alpina, è nota per essere il luogo di ambientazione del romanzo Heidi di Johanna Spyri e per la produzione di vino locale.

## Geografia fisica

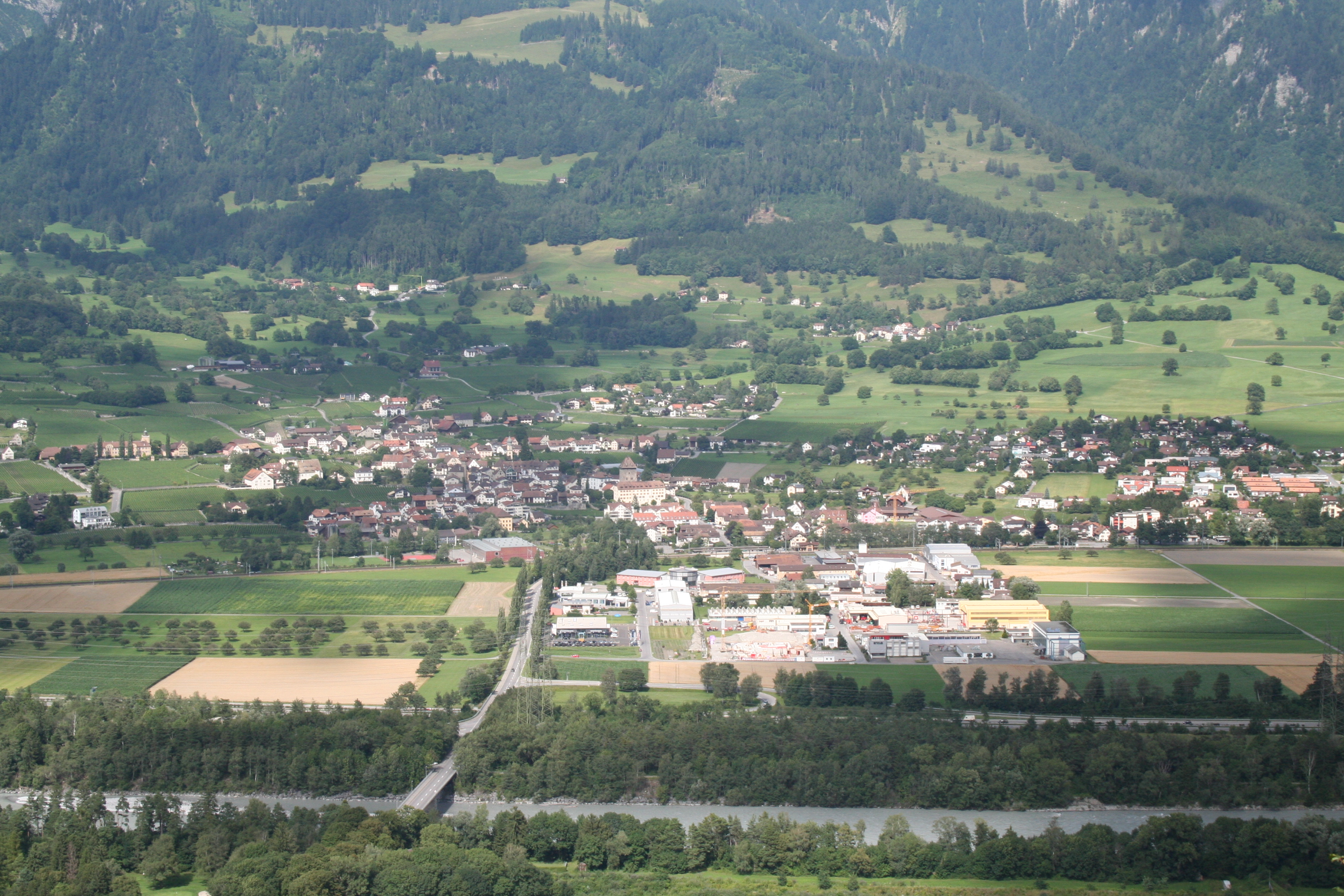
Maienfeld e il paesaggio circostante

Sovrastato dalle Alpi di Maienfeld e posto ai piedi del monte Falknis, lungo la riva destra della bassa valle del Reno di Coira (da cui l'appellativo di "terza città sul Reno"), è costituito dagli abitati di Bovel, Guscha, Rofels e Sankt Luzisteig: da quest'ultimo, grazie alla presenza di un'omonima fortezza del XVIII secolo utilizzata come caserma dall'esercito svizzero, attraverso il passo di Sankt Luzisteig è raggiungibile il Principato del Liechtenstein. Il territorio comunale di Maienfeld confina a nord con Balzers, Schaan e Triesen, appartenenti al Liechtenstein, e con Nenzing, posto nello Stato federato di Vorarlberg dell'Austria, a est con Jenins, Malans e Seewis im Prättigau, a sud con Landquart e Zizers, e a ovest con Bad Ragaz, ricadente nel Canton San Gallo, e Fläsch (che include come enclave Guscha, ex insediamento walser). Tra i comuni di Maienfeld e Jenins scorre il torrente Teilerrüfi. Il punto più alto raggiunto è dato dal Grauspitz, che tocca i 2574 m s.l.m. all'interno del territorio comunale.

## Origini del nome
Il villaggio originario fu menzionato per la prima volta nell'anno 840 con il nome di Lupinis e nel corso dei secoli successivi venne identificato via via con toponimi diversi, quali Lopine, Magen zu Luppinis, Magenza e Maging; a partire dal 1295 fu utilizzata la denominazione di ze Maienvelt, che infine divenne Maienfeld. Si ritiene che tali toponimi si riferiscano a nomi propri di persone che hanno caratterizzato il luogo.

## Storia

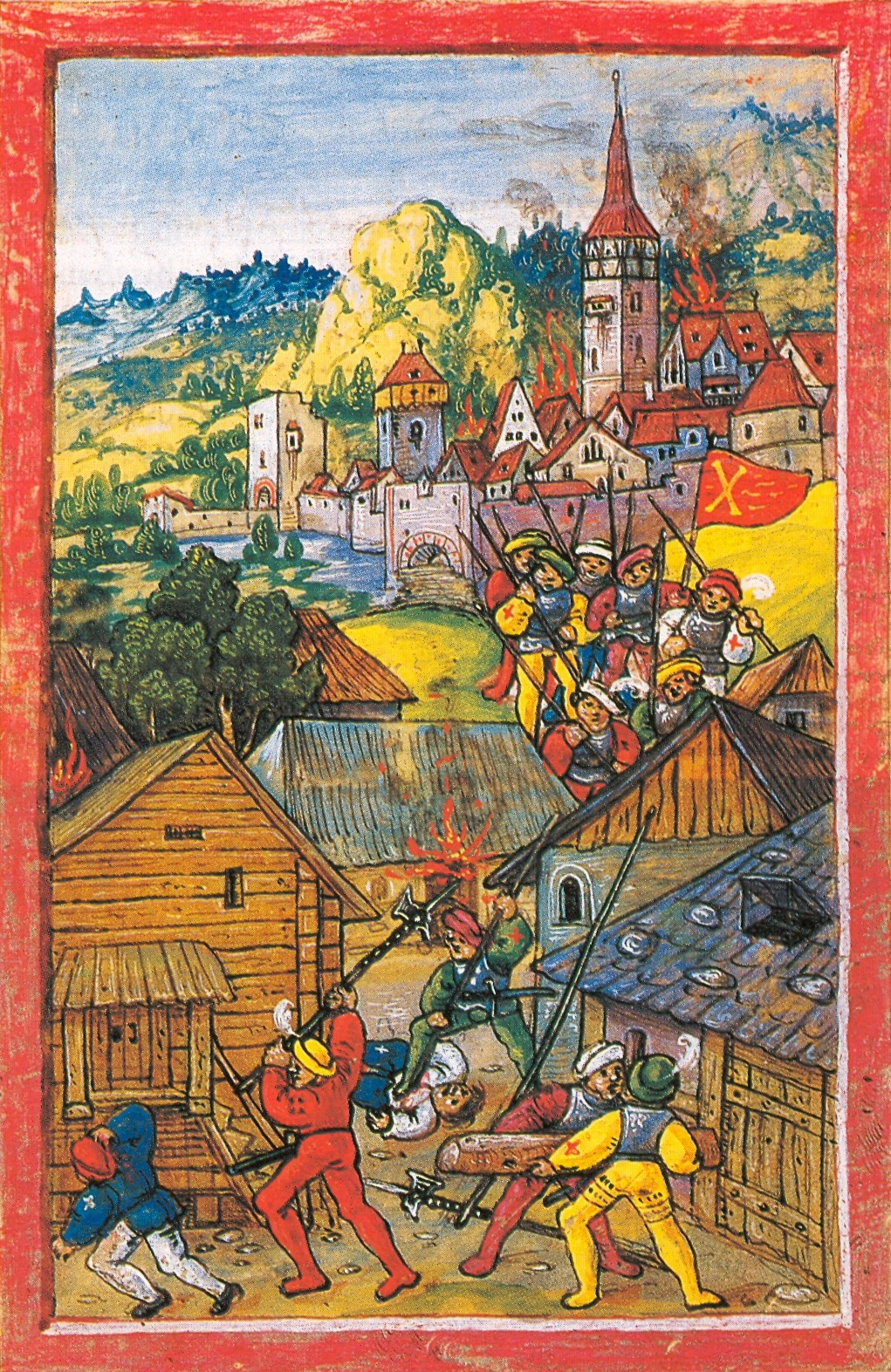
I soldati imperiali attaccano Maienfeld durante la guerra sveva del 1499

Il suo territorio fu abitato nel Neolitico e nell'età del bronzo, dati i rinvenimenti di reperti bronzei e di una pietra a coppa preromana nelle pertinenze di Sankt Luzisteig. Lungo la strada antica che lo attraversava fu trovata una statio romana del III secolo, che nella Tabula Peutingeriana del IV secolo fu identificata come Magia, collocata vicino all'abitato della Maienfeld contemporanea.
Il suo feudo fu governato dai conti von Bregenz dal X al XII secolo. Tra il 1270 e il 1275 la famiglia von Aspermont vi edificò il castello di Brandis, che nei secoli XIII e XIV venne fortificato assieme alle mura della città da Federico VII conte di Toggenburgo, e nel 1465 ricostruito ed ampliato dal barone von Brandis.
Maienfeld fu menzionata per la prima volta come città nel 1346, senza tuttavia possedere un governo cittadino o delle corporazioni. Nel 1388 acquisì il diritto di imporre il pedaggio sull'antica strada romana che da Coira conduceva al passo di Sankt Luzisteig. Estintasi la linea dei conti di Toggenburgo, Maienfeld si unì alla Lega delle Dieci Giurisdizioni nel 1436. Due anni dopo, nel 1438, i cittadini raggiunsero un accordo con le famiglie detentrici ed eredi dei conti di Toggenburgo, i von Brandis e i von Aarburg, con il quale ottennero una serie di diritti, tra cui quello di esercitare la bassa giustizia sulle vicine comunità di Jenins e Malans.
Nel 1458 la città subì un grave incendio. Successivamente, durante la guerra sveva del 1499, gli abitanti di Maienfeld furono costretti ad aprire le porte cittadine all'esercito imperiale invasore. Qualche anno più tardi, nel 1509, le Tre Leghe acquisirono Maienfeld dai von Brandis, ponendo la città sotto il protettorato della Vecchia Confederazione. In seguito, nel 1529, fu costruito il ponte Tardis sul Reno, che finì per spostare le rotte commerciali da Maienfeld. Parallelamente, a partire dal XVI secolo coloni alemanni e walser si insediarono nella città, allora di stampo romancio, fondando degli insediamenti che furono incamerati e portarono negli anni ad un processo di germanizzazione nella popolazione.
Negli anni 1622 e 1720 la città fu gravemente danneggiata da nuovi incendi. Riedificata, nel 1803, con lo scorporo dei centri di Fläsch e Malans, divenne comune autonomo. Nel 1858, in concomitanza con l'apertura della tratta Coira-Rheineck della ferrovia Coira-Rorschach, venne inaugurata la stazione di Maienfeld.

### Simboli
Lo stemma e la bandiera civici in uso furono documentati per la prima volta nel 1548 e presentano la stessa identica blasonatura d'azzurro a tre stelle d'oro a sei punte poste 2, 1, con le stelle che alluderebbero alla trinità, mentre la scelta dei colori si allineerebbe all'emblema della Lega delle Dieci Giurisdizioni.

## Monumenti e luoghi d'interesse

### Architetture religiose

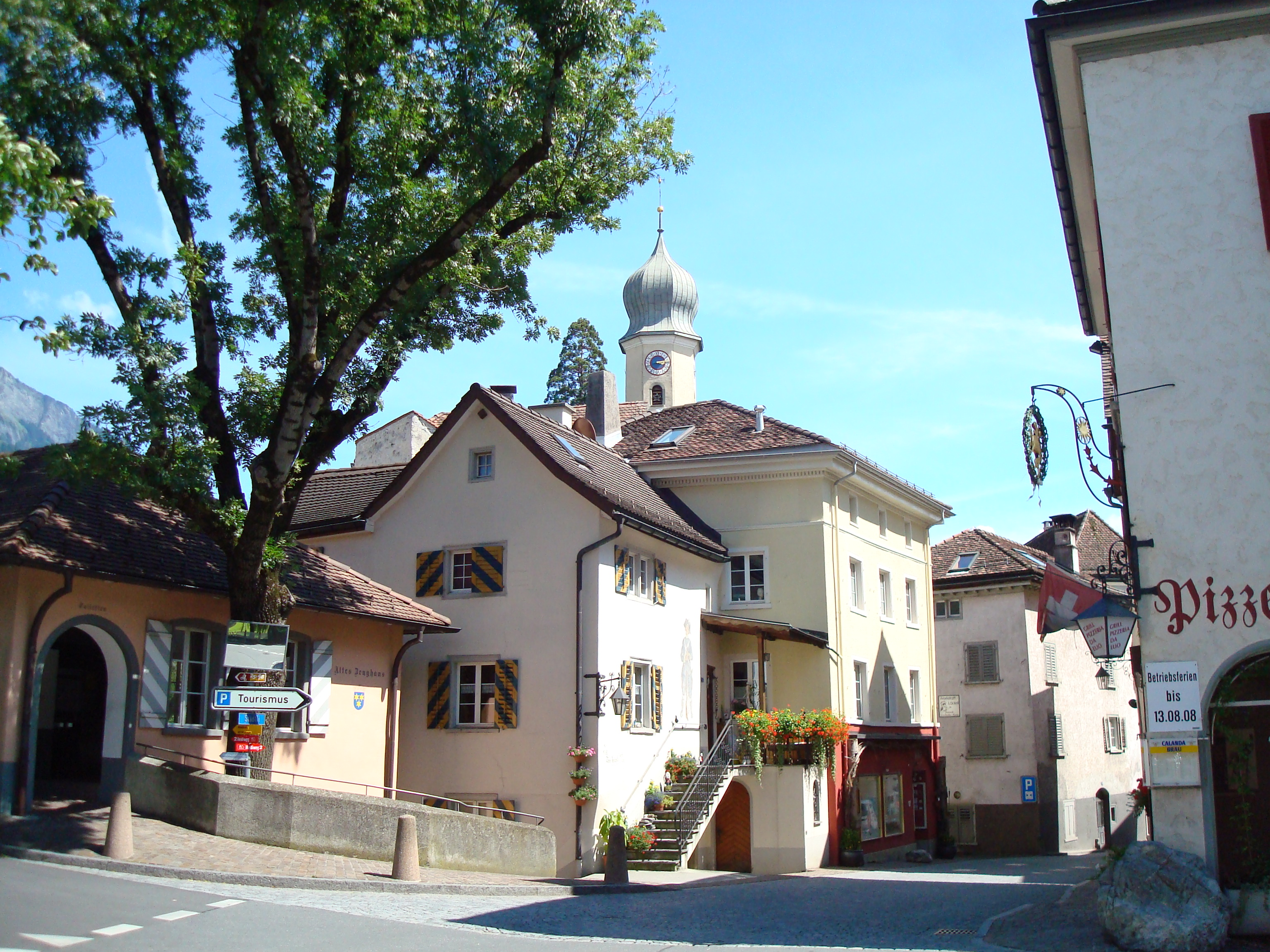
La chiesa di Sant'Amando

Chiesa di Sant'Amando
Chiesa madre riformata, attestata nel 1105 e dedicata a sant'Amando, fu danneggiata e via via ricostruita ed ingrandita a seguito degli incendi degli anni 1458, 1622 e 1720 che bruciarono pesantemente il paese. Gli ultimi lavori di costruzione si tennero tra il 1721 e il 1724 e furono eseguiti in stile tardo barocco; nel 1939 vi fu effettuata una ristrutturazione. L'edificio religioso, ruotato rispetto all'asse della struttura originaria, presenta esternamente, sul muro sud-occidentale che fiancheggia il portone della torre campanaria, una nicchia con arco a tutto sesto che ricorda il coro precedente, non più presente, del quale permangono i resti delle antiche mura e delle lapidi poiché si estendeva fino al giardino dell'oratore, un tempo adibito a cimitero. Internamente mostra l'assetto tipico della chiesa a sala, con la presenza di una galleria laterale denominata "Örgeli" in corrispondenza della navata trasversale posta lungo il lato nord-ovest e la collocazione centrale della fonte battesimale e del pulpito, ambedue del 1721, a costituire con l'organo un'unica unità. I tratti tardo barocchi sono visibili negli stucchi presenti sul soffitto, ritraenti triplici medaglioni con viticci fogliati e una conchiglia negli angoli, e nel dipinto della cassa dell'organo. In particolare, quest'ultimo fu costruito nel 1725 dall'organaro austriaco Johann Matthäus Abbrederis e dotato di dodici registri su un manuale e una pedaliera, fu poi modificato nel 1896 da Jakob Metzler che nel 1925 vi aggiunse altri quattro registri. Nel 1968 venne riportato alle fattezze originarie, aggiungendo però altre componenti e un secondo manuale, e nel 2009 furono effettuate delle modifiche sul suono prodotto.

### Architetture militari

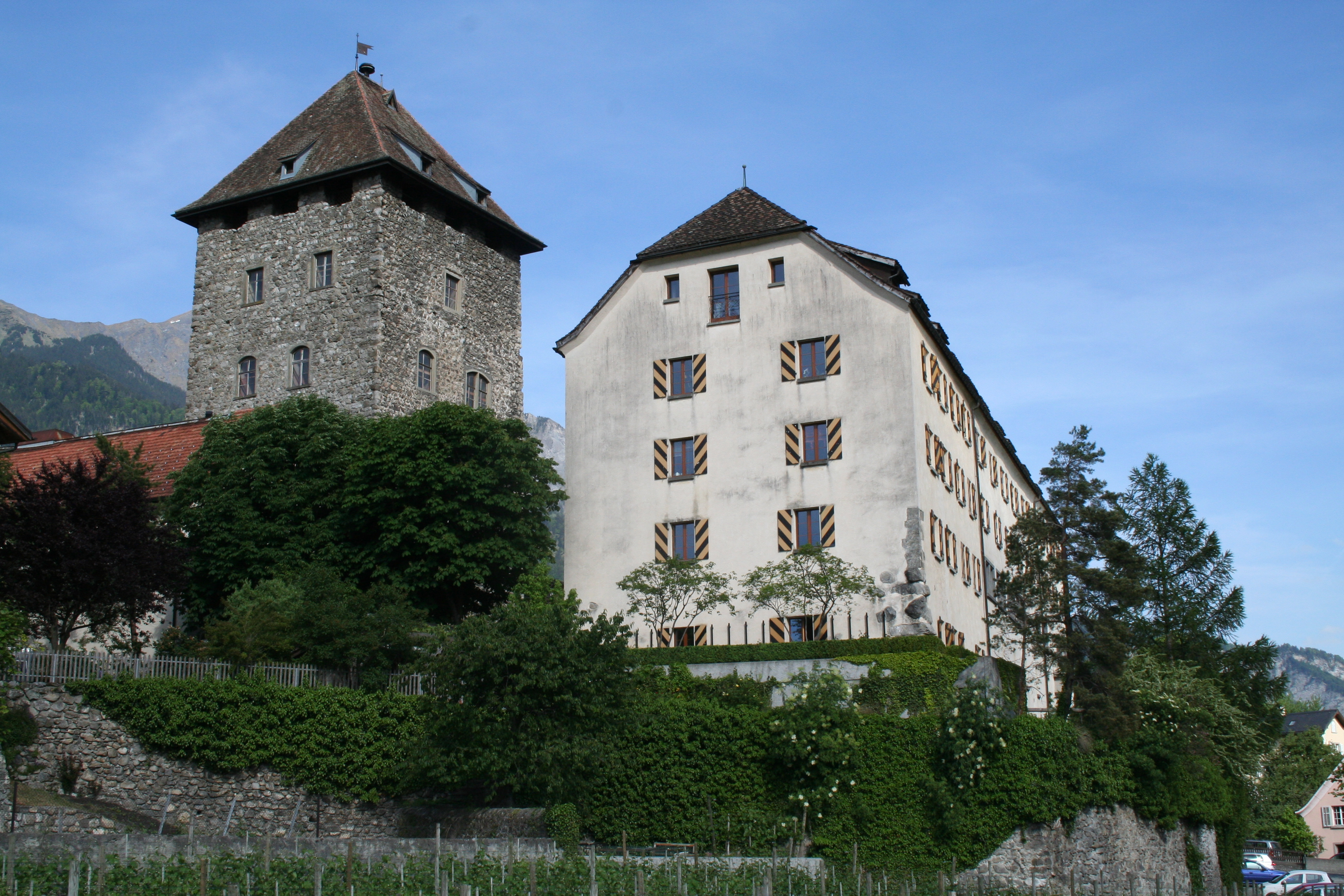
Il castello di Brandis

Castello di Brandis
Noto anche come "castello di Maienfeld", è stato inserito nell'elenco dei siti svizzeri di importanza nazionale. Edificato tra il 1270 e il 1275 dalla famiglia von Aspermont sui resti di una preesistente fortificazione, nel 1342 passò di proprietà ai von Windegg che nel 1355 lo vendettero ai conti di Toggenburgo. Costoro dopo il 1359 ampliarono e trasformarono la torre fortificata in una dimora nobiliare e il loro ultimo discendente, Federico VII conte di Toggenburgo, vi aggiunse l'ala residenziale. Deceduto nel 1436, vi visse la sua vedova Elisabeth von Matsch finché il castello non venne ereditato dalle famiglie von Brandis e von Aarburg. Successivamente pervenuto interamente ai von Brandis, durante la guerra sveva del 1499 fu conquistato assieme al resto della città dalle truppe grigionesi, che catturarono Sigismondo e Türing von Brandis, fedeli all'esercito imperiale invasore, e li imprigionarono a Coira. Dopo vari anni di trattative, Johannes von Brandis, prevosto della cattedrale di Santa Maria Assunta, cedette il castello e la città alle Tre Leghe in cambio della libertà dei fratelli. Rimasto illeso all'incendio del 1622, due anni dopo, nel 1624, fu bruciato dalle truppe austriache; riparato, subì nel 1799 un nuovo rogo da parte di quelle francesi che però interessò il bosco circostante, anche se l'edificio venne comunque saccheggiato. Nel 1807 il comune di Maienfeld acquisì il forte in rovina e nel 1837 lo vendette ad un acquirente privato. Intorno al 1860 fu demolito il bastione circolare posto a sud, nel 1868 il torrione fu riparato ed ampliato e nel 1906 vi fu aggiunto un ulteriore tetto. Nel 1969 fu acquistato e ristrutturato dalla famiglia Zindel, la quale nel 1973 fece eseguire un'esplorazione archeologica nelle fondamenta. Al suo interno contiene delle strutture private, mentre al quinto livello si trovano dipinti databili al 1320 circa ed eseguiti da un artista noto come il "maestro di Waltensburg", raffiguranti scene della vite di Sansone e Teodorico il Grande, stemmi e taverne. Permangono esternamente i resti dell'antica struttura e della vecchia cinta muraria.
Castello di Salenegg

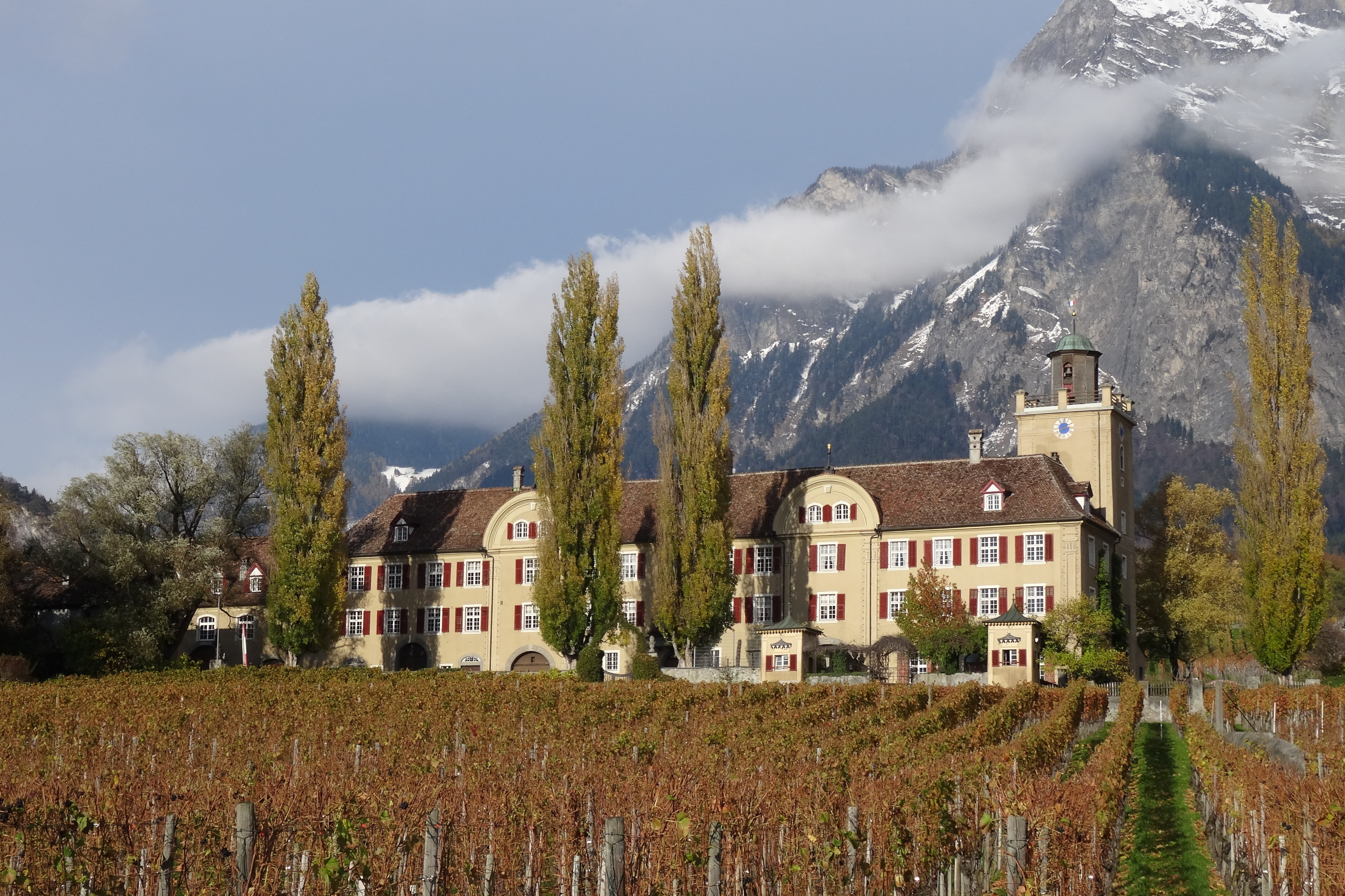
Il castello di Salenegg

Maniero dall'aspetto di un castello, è stato inserito nell'elenco dei siti svizzeri di importanza nazionale e sin dal 1068 ospita una cantina vinicola tra le più antiche ancora esistenti in Europa. Il suo fabbricato originario fu fatto costruire intorno all'anno 950 dal priore del monastero di Pfäfers con il nome di "Prestenegg", dal termine tedesco delle malattie che i monaci avrebbero dovuto curare in questa casa di cura. Convertito in residenza nobiliare, nel 1330 l'edificio passò ai baroni von Vaz, che lo possedettero fino alla loro estinzione avvenuta nel 1338, quando fu assegnato alla famiglia Werdenberger e in seguito ai conti di Toggenburgo e nella seconda metà del XV secolo ai Beeli von Belfort. Nel 1594, dopo diversi passaggi di proprietà, fu acquistato da Vespasiano von Salis e da sua moglie Anna von Schauenstein, che nel 1604 lo ristrutturarono, ampliarono e ribattezzarono "Salenegg". La tenuta fu portata in dote dalla loro figlia Violanda al cavaliere Anton von Molina, che nel 1637, durante i tumulti del Canton Grigioni, cospirò contro il duca Enrico II di Rohan, sostenendo gli austriaci. Ciononostante, in vita ampliò la parte sud dell'edificio e costruì al piano terra la sala del giardino, adornando il soffitto con un dipinto ritraente gli stemmi di quaranta famiglia grigionesi e delle Tre Leghe. Nel 1654 le figlie del cavaliere von Molina vendettero il castello al sindaco di Maienfeld Hans Luzi Gugelberg von Moos, che ne arredò il soggiorno con pannelli lignei e vi visse con la moglie Ursula e sua figlia Hortensia von Moos. L'altro figlio, Ulysses Gugelberg von Moos, fece aggiungere la scalinata intorno al 1713, mentre i figli di questi, Heinrich, Lorenz e Ulysses, costruirono la torre nel 1756, e di nuovo il loro padre tra il 1782 e il 1784 riunì nel complesso diverse parti architettonico-artistiche di differenti epoche. Il castello continua a essere proprietà privata, in quanto posseduto dai discendenti della famiglia Gugelberg von Moos.

### Altro

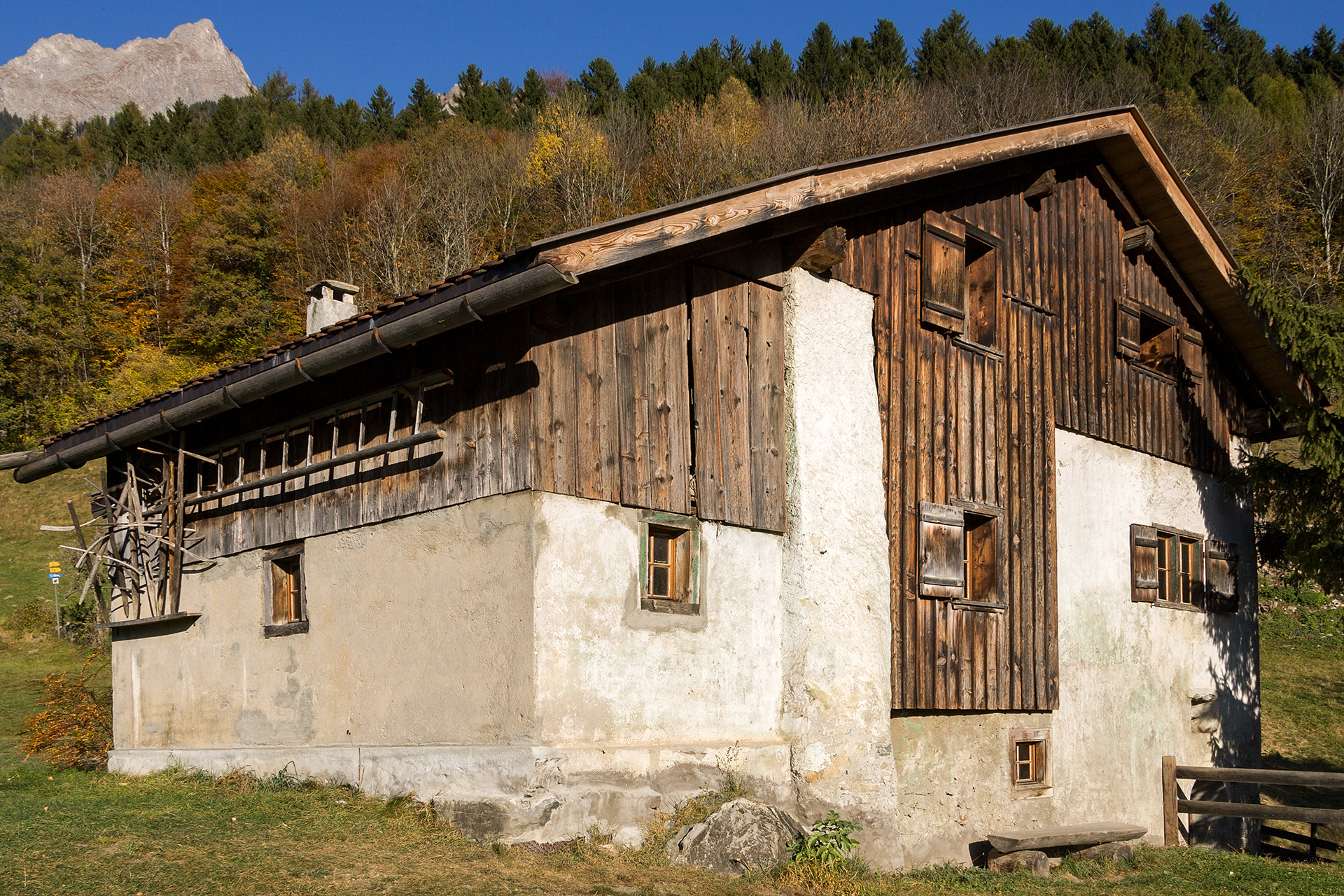
La Heidihaus

Heidihaus
Casa-museo di Heidi, è sita nell'abitato di Rofels, chiamato turisticamente "Heididorf" ("villaggio di Heidi"), dove la scrittrice Johanna Spyri soggiornava presso la casa dei nonni.

## Società

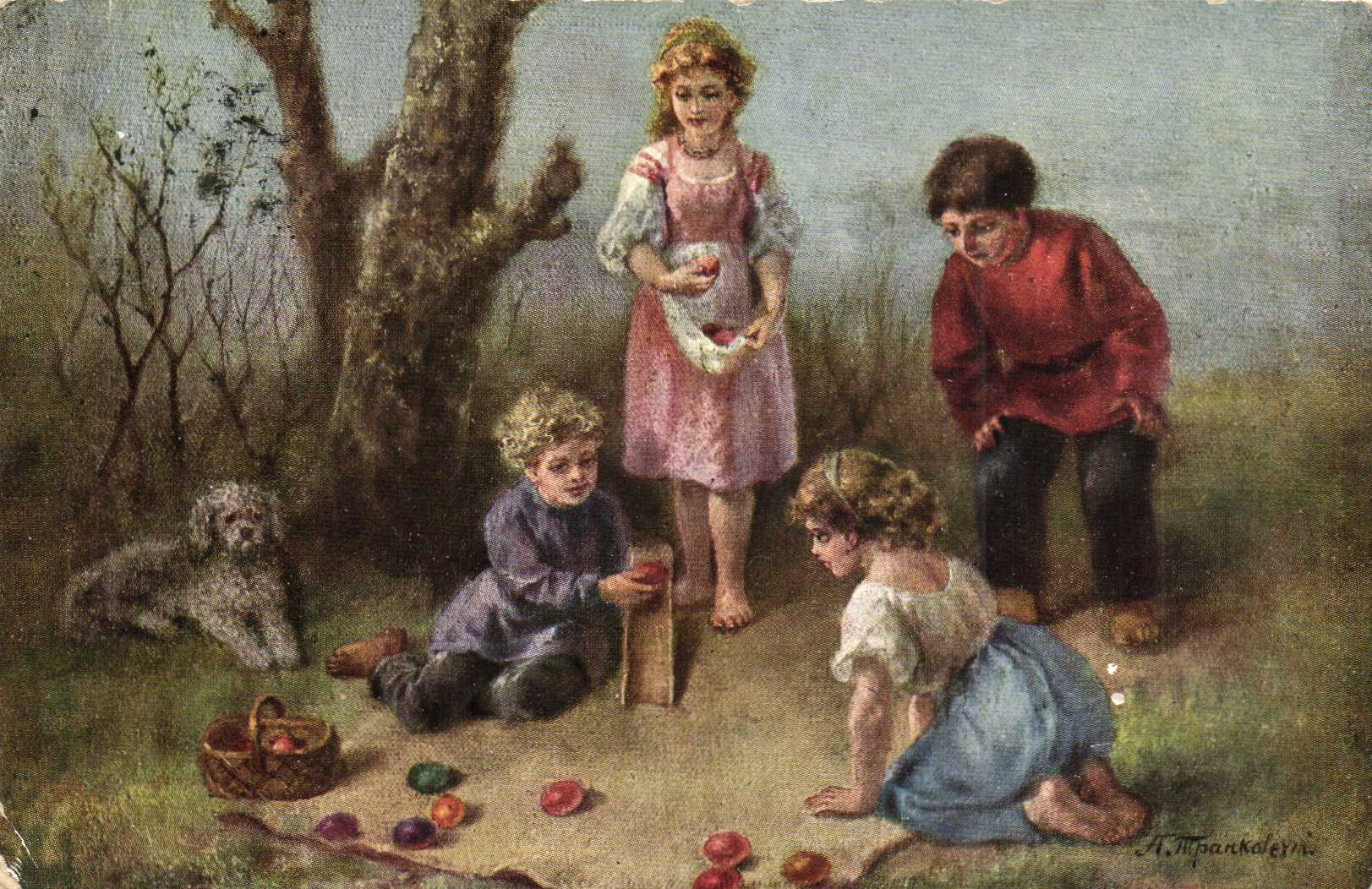
Bambini praticano il rotolamento delle uova, usanza un tempo praticata dagli abitanti di Maienfeld durante la domenica di Pasqua

### Evoluzione demografica
Abitanti censiti

### Etnie e minoranze straniere
I dati dell'Ufficio federale di statistica rilevano al 31 dicembre 2023 una popolazione straniera residente pari all'11,6% della popolazione residente a Maienfeld.

### Lingue e dialetti
Originariamente borgo di stampo romancio, a partire dal XVI secolo subì un processo di germanizzazione per via dell'insediarsi di immigrati alemanni e walser. Secondo un censimento del 2000, la quasi totalità della popolazione parlava il tedesco (92,1%), seguita dal portoghese (1,5%) e dal romancio (1,4%).

### Religione
Secondo il censimento del 2000, il prospetto religioso della popolazione residente era il seguente: 58,4 appartenente alla Chiesa riformata svizzera, 29,1% cattolica romana, 5,45% agnostica o atea, 3,13% di fede non dichiarata, 1,48% musulmana, 1,35% cristiana, 0,84% ortodossa e 0,21% di altra religione.

### Tradizioni e folclore
Nella domenica di Pasqua veniva un tempo praticata l'usanza del rotolamento delle uova lungo il declivio dell'Eierbühel, un colle posto tra gli abitati di Bovel e Rofels. In autunno, in particolare nei mesi di settembre e ottobre, viene attuata l'antica pratica del Wimmlet, che consiste nell'aiutare a gruppi i viticoltori del posto nella vendemmia.

## Cultura

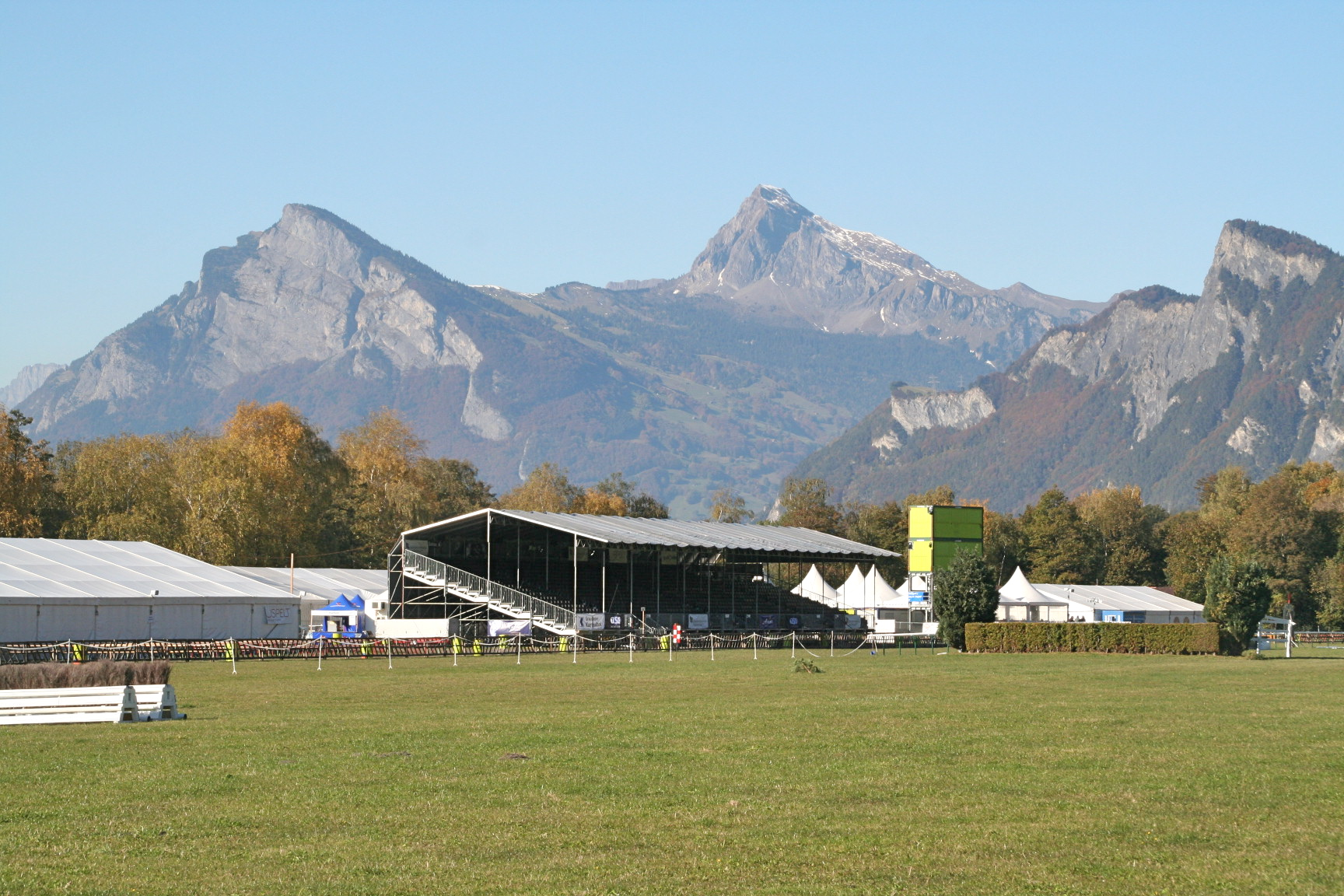
L'ippodromo con tribuna, dove ogni anno si tiene la corsa internazionale di cavalli Maienfeld-Bad Ragaz

### Istruzione
Maienfeld possiede una scuola elementare, un centro scolastico distrettuale con una scuola media e una secondaria, più un centro di formazione intercantonale per la specializzazione agricola e forestale.

### Cinema
Dopo il successo del romanzo Heidi di Johanna Spyri, ambientato proprio nel territorio montano di Maienfeld, numerosi adattamenti cinematografici e televisivi hanno avuto per sceneggiatura i pascoli e gli edifici del borgo, tra cui la nota serie animata del 1974.

### Eventi
Dal 1956 ospita in ottobre la corsa internazionale di cavalli Maienfeld-Bad Ragaz, evento sportivo tra i più seguiti del Canton Grigioni.

## Economia

### Settore primario

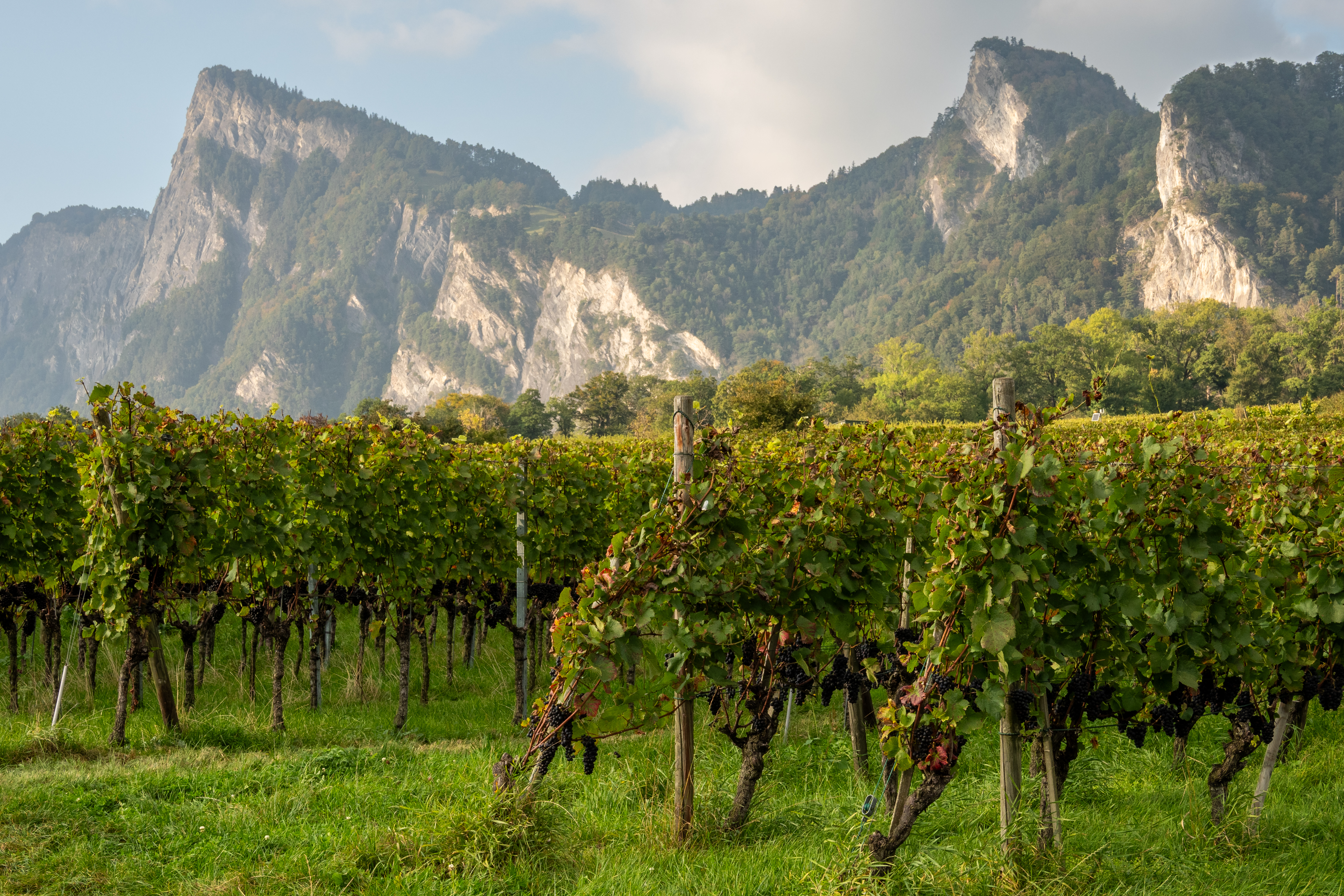
La viticoltura costituisce un settore rilevante per l'economia di Maienfeld

Il settore primario, rappresentato dall'allevamento e dalla viticoltura, sin dall'antichità ha svolto un ruolo significativo per l'economia di Maienfeld. In particolare, la superficie vitata di 108,9 ha, volta alla produzione di cultivar di Chardonnay, Müller-Thurgau, Pinot bianco, Pinot grigio e Pinot nero, lo rende il più grande comune vitivinicolo del Canton Grigioni. Inoltre la cantina vinicola del castello di Salenegg, inserito assieme a quello di Brandis tra i siti svizzeri di importanza nazionale, è tra le più antiche ancora esistenti in Europa. L'allevamento di bestiame è volto alla produzione lattiero-casearia e di salumi, mentre il restante settore agricolo è costituito da seminativi. Nel territorio sono presenti inoltre delle piccole imprese industriali.

### Turismo
Trainante è il settore turistico dovuto al successo letterario e cinematografico del romanzo Heidi di Johanna Spyri, ambientato nel territorio di Maienfeld, che attrae ogni anno turisti da tutto il mondo, volti a visitare i luoghi della protagonista, tra cui l'abitato di Rofels, denominato "Heididorf" ("villaggio di Heidi"), e l'"Heidialp" ("Alpe di Heidi"), sita sul monte Ochsenberg.

## Infrastrutture e trasporti

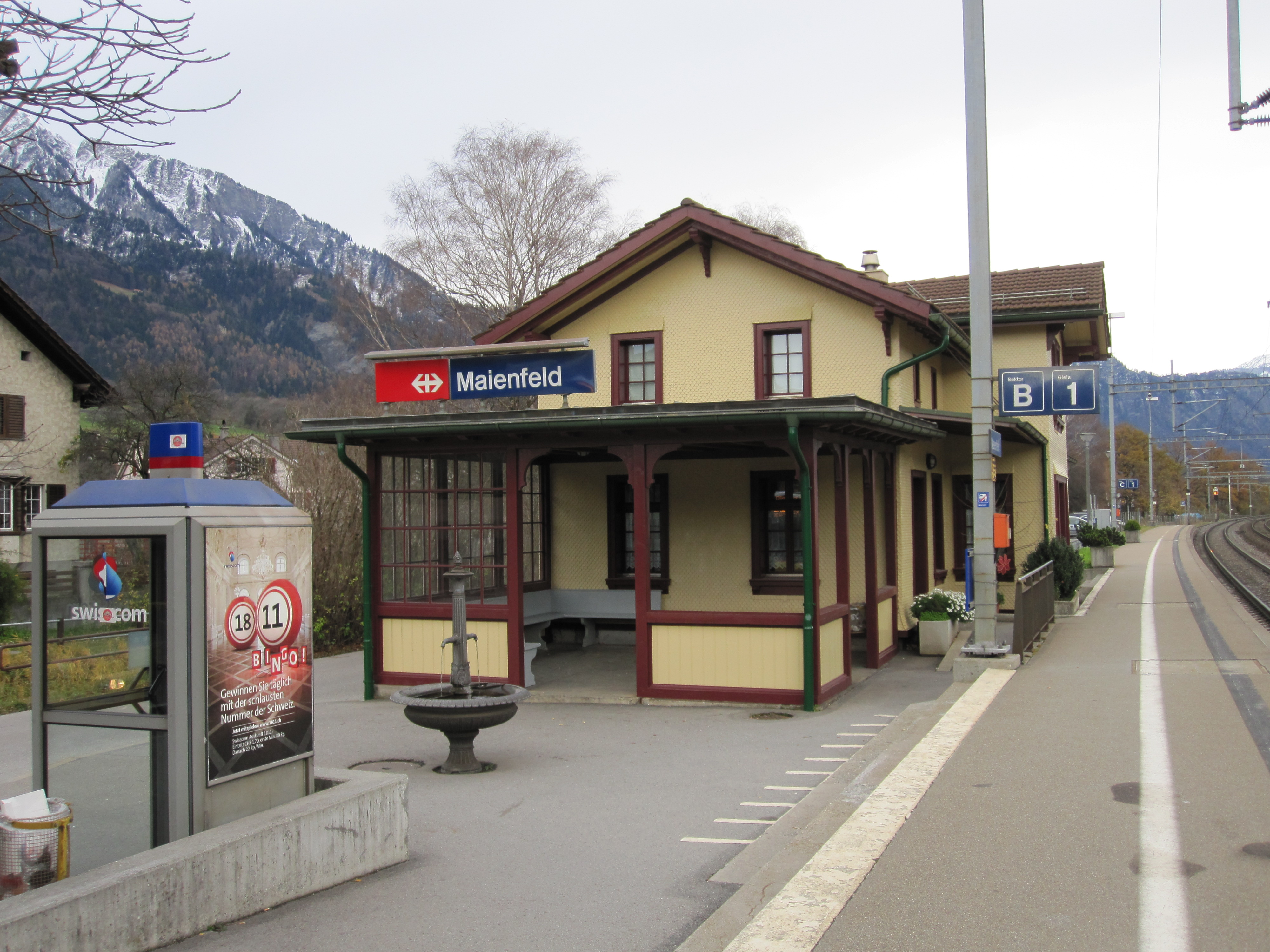
La stazione di Maienfeld

### Strade
Maienfeld si trova lungo la strada principale 28 che la collega a nord, varcato il passo di Sankt Luzisteig, con il Liechtenstein, in corrispondenza del comune di Balzers, e a sud con il capoluogo Landquart. Il suo territorio comunale è altresì attraversato dall'autostrada A13, che la serve con i caselli 13 (Maienfeld) e 14 (Landquart).

### Ferrovie
Dal 1858 il paese è percorso dalla ferrovia Coira-Rorschach in corrispondenza della stazione di Maienfeld, posta a 502 m s.l.m. e servita da treni locali delle Ferrovie Federali Svizzere.

## Amministrazione

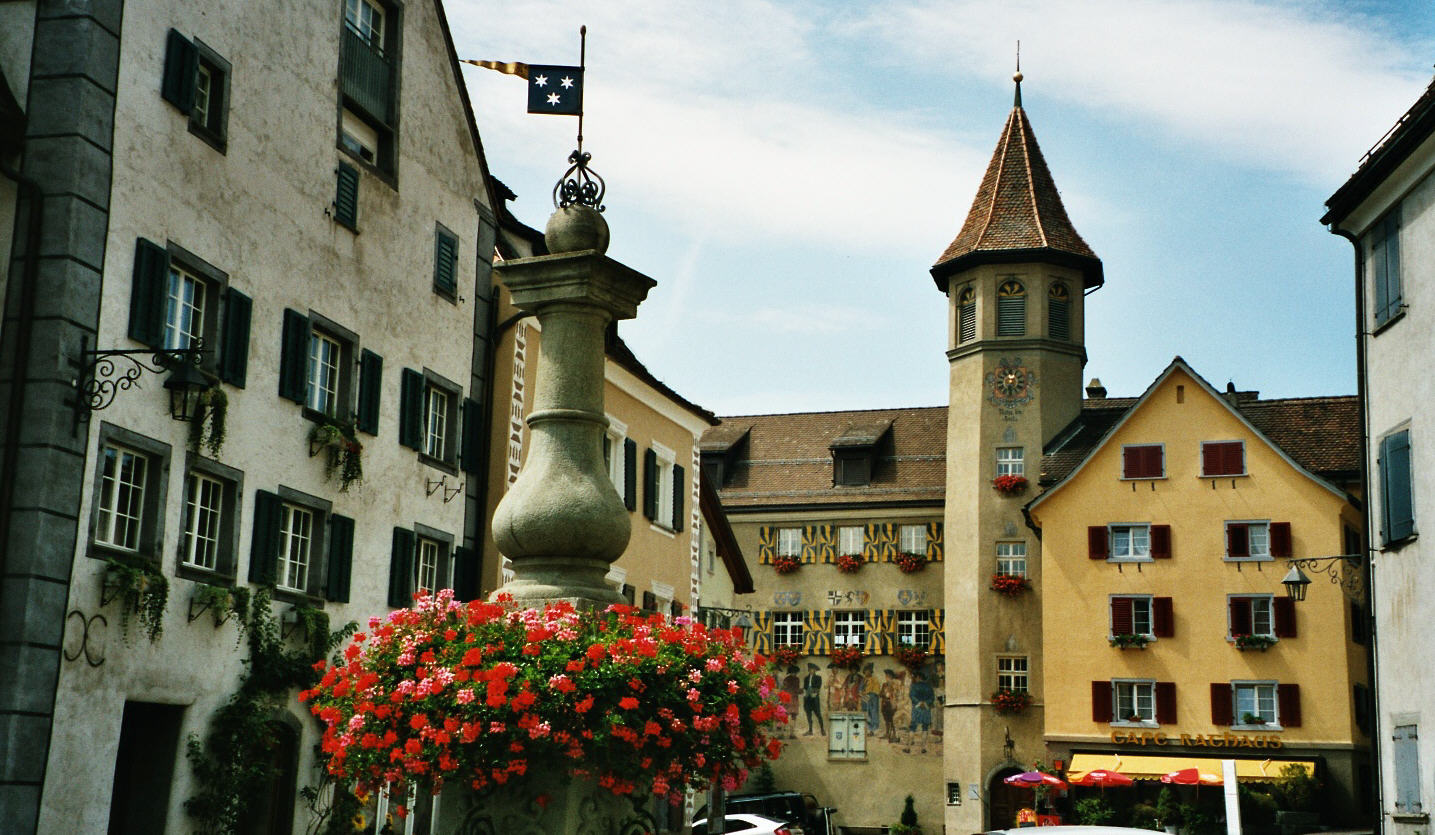
Il municipio

Dal 2017 è amministrata dal sindaco Heinz Dürler.

### Altre informazioni amministrative
Divenne autonomo nel 1803, quando furono scorporati dal suo territorio i comuni di Fläsch e Malans. Fino al 24 ottobre 1977 esisteva l'area comunitaria di Maienfeld-Fläsch che apparteneva congiuntamente ai comuni di Fläsch e Maienfeld.